# Chukchansi
Chukchansi es una lengua indígena de la familia de las lenguas yokuts hablada en los Estados Unidos, en el sur de California.

## Clasificación
El chukchansi es un de los dialectos norte, clasificados en el « valley yokuts ». Es probablemente cercano del dumna.